# 3"-deamino-3"-ossonicotianammina reduttasi
La 3"-deamino-3"-ossonicotianammina reduttasi è un enzima appartenente alla classe delle ossidoreduttasi, che catalizza la seguente reazione:
acido 2′-deossimugineico + NAD(P)+ ⇄ 3′′-deammino-3′′-ossonicotianammina + NAD(P)H + H+